# Tournoi de Rotterdam (judo)
Pour les articles homonymes, voir Tournoi de Rotterdam.
Le Tournoi de Rotterdam est une compétition de judo organisée tous les ans à Rotterdam aux Pays-Bas par l'EJU (European Judo Union), faisant partie de la Coupe du monde de judo masculine ou féminine en fonction des années.

## Palmarès Hommes
| Grand prix      | Grand prix            | Grand prix         | Grand prix            | Grand prix          | Grand prix      | Grand prix         | Grand prix             |
| Année           | -60 kg                | -66 kg             | -73 kg                | -81 kg              | -90 kg          | -100 kg            | +100 kg                |
| --------------- | --------------------- | ------------------ | --------------------- | ------------------- | --------------- | ------------------ | ---------------------- |
| 2010            | Amiran Papinashvili   | Mikhail Pulyaev    | Joao Pina             | Guillaume Elmont    | Yuya Yoshida    | Henk Grol          | Hiroki Tachiyama       |
| Super World Cup |                       |                    |                       |                     |                 |                    |                        |
| Année           | -60 kg                | -66 kg             | -73 kg                | -81 kg              | -90 kg          | -100 kg            | +100 kg                |
| 2008            | Elio Verde            | Tomasz Kowalski    | Mansur Isaev          | Dogan Tekin         | Max Schirnhofer | Maxim Rakov (en)   | Zviadi Khanjaliashvili |
| 2007            | Maxim Korotun         | Alim Gadanov       | Krzysztof Wilkomirski | Ole Bischof         | Michael Pinske  | Aslan Unashkhotlov | Martin Padar           |
| World Cup       |                       |                    |                       |                     |                 |                    |                        |
| Année           | -60 kg                | -66 kg             | -73 kg                | -81 kg              | -90 kg          | -100 kg            | +100 kg                |
| 2006            | Pavel Petrikov        | Dex Elmont         | Bryan van Dijk        | Mekhman Azizov      | Ilias Iliadis   | Askhab Kostoev     | Adam Okruashvili       |
| A-Tournament    |                       |                    |                       |                     |                 |                    |                        |
| Année           | -60 kg                | -66 kg             | -73 kg                | -81 kg              | -90 kg          | -100 kg            | +100 kg                |
| 2004            | Miguel Albarracin     | Miklós Ungvári     | Vitaly Makarov        | Mekhman Azizov      | Mark Huizinga   | Michael Jurack     | Dennis van der Geest   |
| 2002            | Ruben Houkes          | Gabriel Bengtssone | Ákos Braun            | Guillaume Elmont    | David Alarza    | Mike Nieuwenhuijs  | Dennis van der Geest   |
| Grand Prix      |                       |                    |                       |                     |                 |                    |                        |
| Année           | -60 kg                | -66 kg             | -73 kg                | -81 kg              | -90 kg          | -100 kg            | +100 kg                |
| 2001            | Ruben Houkes          | Nicolas Mossion    | Dzhamlet Abuladze     | Bronislaw Wolkowicz | Mark Huizinga   | Elco van der Geest | Dennis van der Geest   |
| 2000            | Giorgi Kurdgelashvili | Gabriel Bengtsson  | Vitaly Makarov        | Graeme Randall      | Mark Huizinga   | Pawel Nastula      | Tamerlan Tmenov        |

## Palmarès Femmes
| Grand Prix      | Grand Prix         | Grand Prix         | Grand Prix          | Grand Prix             | Grand Prix       | Grand Prix          | Grand Prix                  |
| Année           | -48 kg             | -52 kg             | -57 kg              | -63 kg                 | -70 kg           | -78 kg              | +78 kg                      |
| --------------- | ------------------ | ------------------ | ------------------- | ---------------------- | ---------------- | ------------------- | --------------------------- |
| 2010            | Charline Van Snick | Jaana Sundberg     | Aiko Sato           | Elisabeth Willeboordse | Haruka Tachimoto | Akari Ogata         | Gülşah Kocatürk             |
| Super World Cup |                    |                    |                     |                        |                  |                     |                             |
| Année           | -48 kg             | -52 kg             | -57 kg              | -63 kg                 | -70 kg           | -78 kg              | +78 kg                      |
| 2008            | Isabel Latulippe   | Mareen Kraeh       | Marlen Hein         | Anicka van Emden       | Margot Wetzer    | Amy Cotton          | Franziska Konitz            |
| 2007            | Lyudmila Bogdanova | Audrey La Rizza    | Yvonne Boenisch     | Elisabeth Willeboordse | Edith Bosch      | Michelle Rogers     | Tea Dongouzachvili          |
| World Cup       |                    |                    |                     |                        |                  |                     |                             |
| Année           | -48 kg             | -52 kg             | -57 kg              | -63 kg                 | -70 kg           | -78 kg              | +78 kg                      |
| 2005            | Vanesa Arenas      | Lyudmila Bogdanova | Isabel Fernandez    | Anna Von Harnier       | Gévrise Emane    | Anastasia Matrosova | Tea Dongouzachvili          |
| A-Tournament    |                    |                    |                     |                        |                  |                     |                             |
| Année           | -48 kg             | -52 kg             | -57 kg              | -63 kg                 | -70 kg           | -78 kg              | +78 kg                      |
| 2003            | Ann Simons         | Amarilis Savón     | Yurisleidy Lupetey  | Sara Álvarez           | Edith Bosch      | Esther San Miguel   | Françoise Harteveld         |
| 2002            | Ann Simons         | Laëtitia Tignola   | Isabel Fernandez    | Sara Álvarez           | Edith Bosch      | Claudia Zwiers      | Lihui Xu                    |
| Grand Prix      |                    |                    |                     |                        |                  |                     |                             |
| Année           | -48 kg             | -52 kg             | -57 kg              | -63 kg                 | -70 kg           | -78 kg              | +78 kg                      |
| 2001            | Danieska Carrion   | Elénita Merle      | Tatyana Minkovskaya | Sara Álvarez           | Nicky Boontje    | Claudia Zwiers      | Estela Rodríguez Villanueva |
| 2000            | Ann Simons         | Isabelle Schmutz   | Marisabel Lomba     | Shufang Li             | Amanda Costello  | Heidi Rakels        | Sandra Koeppen              |